# St. Katharina (Volary)

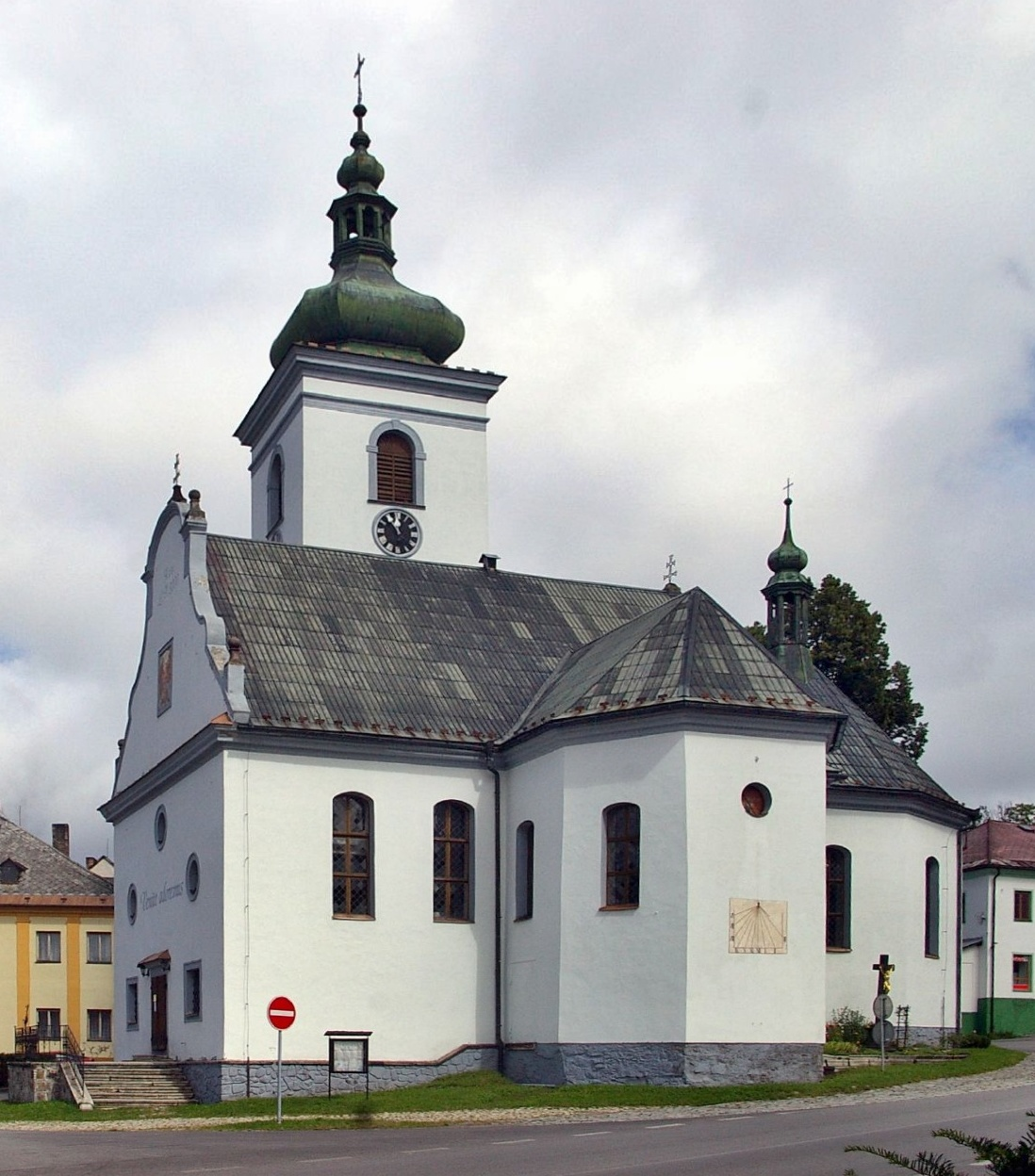
Pfarrkirche St. Katharina in Volary

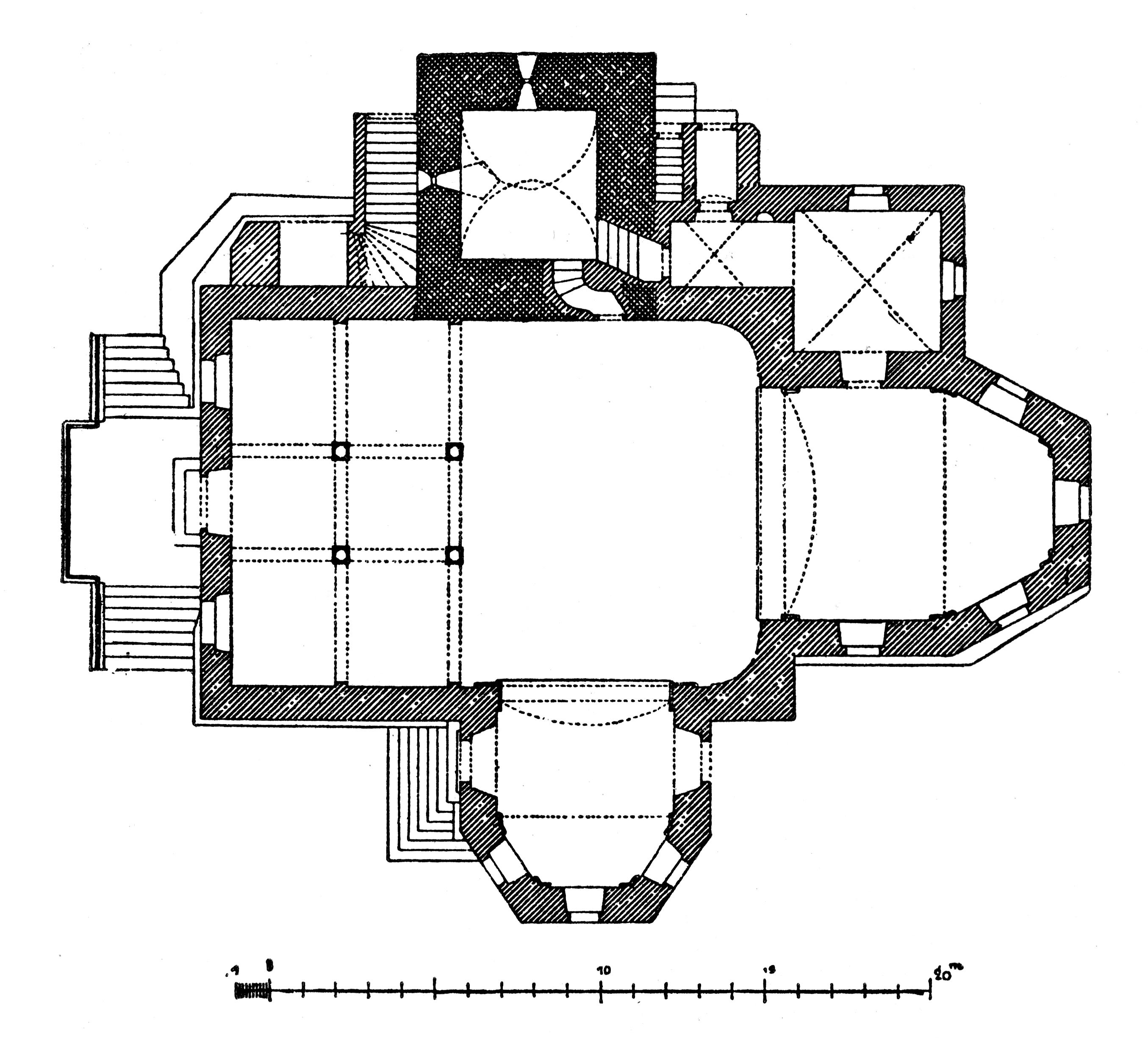
Grundriss der Kirche

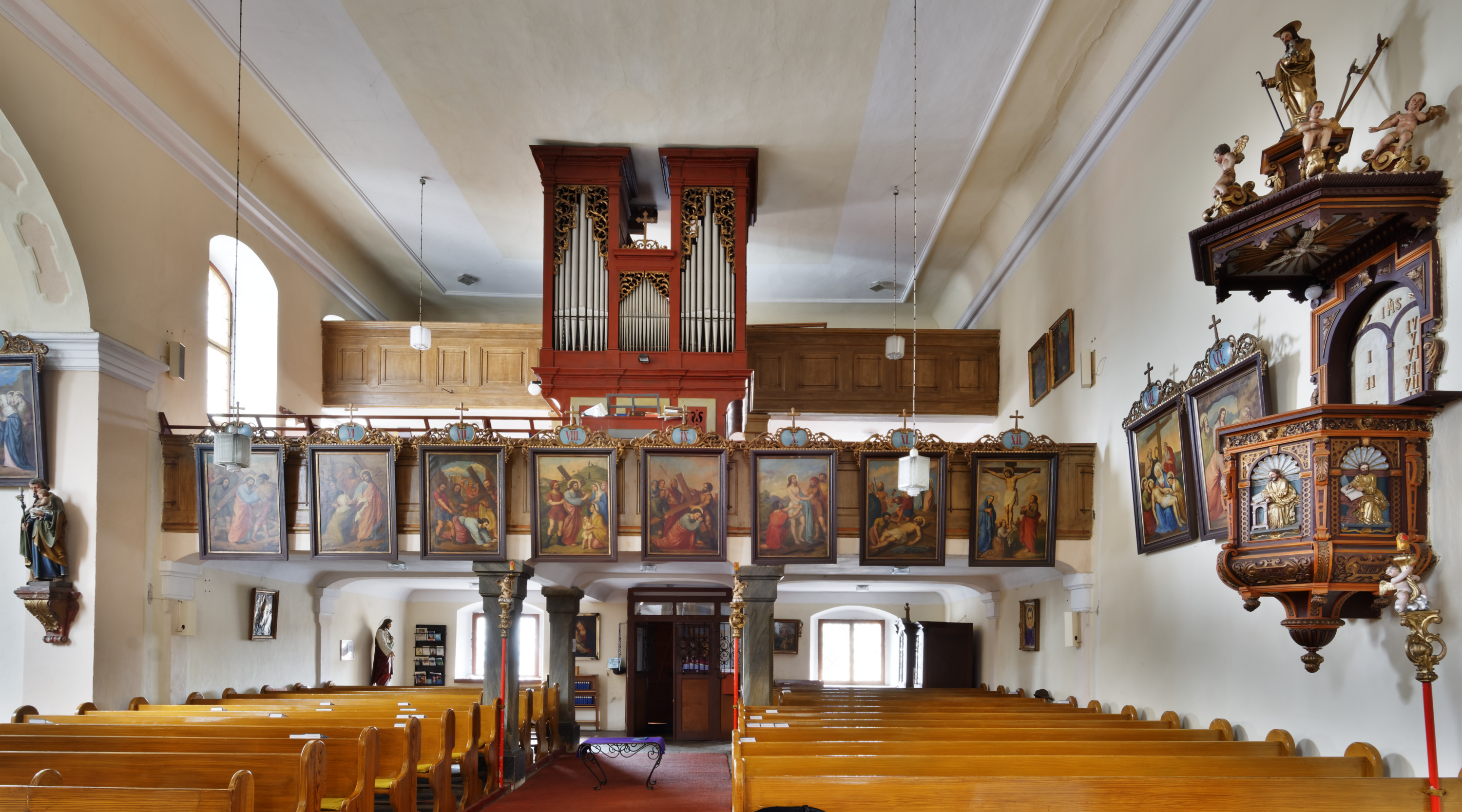
Blick vom Chor zum Eingang und zur Orgel, links liegt die Tussetkapelle

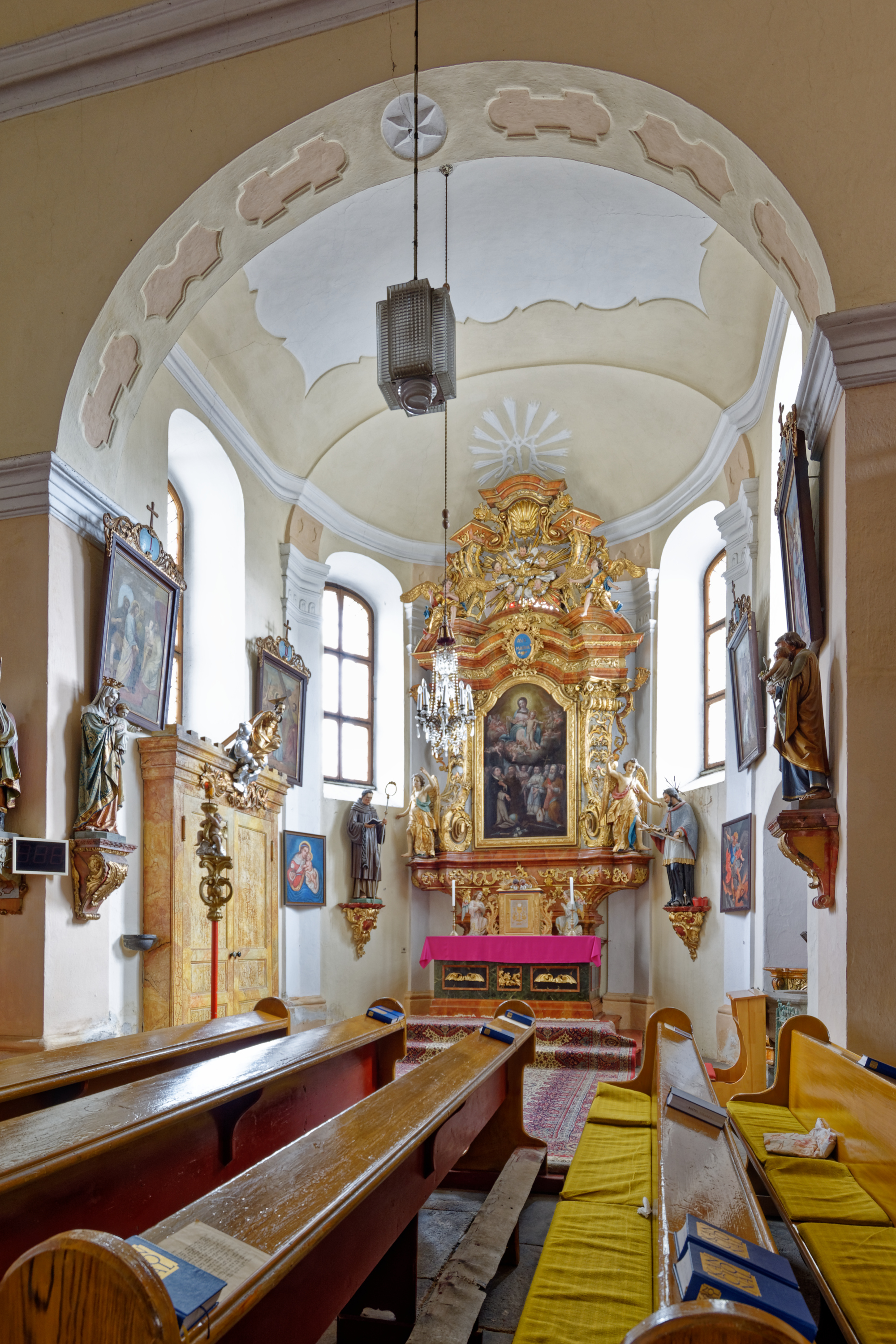
Die Tussetkapelle, links unten das Gnadenbild aus Tusset

Die Pfarrkirche St. Katharina (tschechisch Kostel svaté Kateřiny Alexandrijské) ist ein der heiligen Katharina von Alexandria geweihtes Kirchengebäude in Volary im südböhmischen Okres Prachatice in Tschechien. Das Gotteshaus ist als Kulturdenkmal der Tschechischen Republik geschützt.

## Geschichte
Am Standort der Kirche im Zentrum von Volary befand sich ursprünglich ein frühgotisches Gebäude, das erstmals 1496 erwähnt und im Jahr 1688 zerstört wurde. Auf den Fundamenten dieses Gebäudes errichtete der italienische Baumeister Giovanni Domenico Canevalle eine neue Kirche im Barockstil. Deren Einweihung fand am 8. Oktober 1690 statt.
Von der ursprünglichen Kirche, die kleiner war, ist der untere Teil des Kirchturms mit quadratischem Grundriss erhalten geblieben. Er ist auf der Nordseite an das Kirchengebäude angebaut. 1724 wurde der Turm um mehr als sechs Meter angehoben, um die Glocken besser hörbar zu machen.
In den Jahren 1715, 1754 und 1863 brannte die Kirche nieder, wurde aber immer erneuert oder erweitert. Im Jahr 1754 brannte die Kirche nach einem Blitzschlag komplett nieder. Dem neu errichteten Kirchenschiff wurde 1756 auf der Südseite eine Seitenkapelle in derselben Form wie der Chor hinzugefügt, die jedoch mit einer Länge von 6 Metern und einer Breite von etwa 5 Metern etwas kleiner ist als dieser. Diese ursprünglich St. Johannes Nepomuk-Kapelle genannte Kapelle wird heute Tussetkapelle genannt, nachdem ein Gnadenbild aus der Wallfahrtskapelle Unserer Lieben Frau im nahe gelegenen Dorf Stožec (deutsch: Tusset) in ihr seinen neuen Standort gefunden hat.
Die heutige Form der Kirche entstand nach dem letzten Brand im Jahr 1863. Im selben Jahr wurden ein Seitenaltar und ein Altar, die beide aus der ersten Hälfte des 18. Jahrhunderts stammen, aus dem oberösterreichischen Stift Schlägl in die Tussetkapelle verlegt.
1973 wurde das Original der Turmuhr in das Stadtmuseum von Volary übertragen und durch ein elektrisch betriebenes Uhrwerk ersetzt. Die letzte größere Restaurierung der Kirche wurde im Jahr 2000 durchgeführt. Im September 2006 wurde der Kirchturm erstmals der Öffentlichkeit zugänglich gemacht.

## Beschreibung

### Außenbeschreibung
Der Eingang des geosteten Kirchengebäudes befindet sich auf der Westseite und ist von zwei Seiten aus über eine Treppenanlage erreichbar. Am Treppengeländer ist ein schmiedeeisernes teilvergoldetes Kruzifix angebracht. Die Westfassade über dem Eingangsbereich trägt die lateinische Inschrift Venite adoremus (deutsch: „Kommt, lasst uns anbeten“).
Eine Sonnenuhr schmückt die südliche Außenwand der Tussetkapelle. Die Sakristei befindet sich neben dem Kirchturm auf der Nordseite des Chorraumes.

### Innenbeschreibung
Auf der Westseite befinden sich über dem Eingangsbereich zwei Emporen. Auf der unteren, größeren Empore steht die Orgel. An der hölzernen Brüstung der Orgelempore sind acht großformatige Ölgemälde mit Kreuzwegstationen angebracht. Zwei weitere Ölgemälde aus dem Kreuzweg-Zyklus befinden sich an der nördlichen Längswand des Kirchenschiffs neben einer älteren geschnitzten Kanzel mit einem reich mit Schnitzwerk verzierten Schalldeckel, die jedoch nicht zugänglich ist.
In der Tussetkapelle stehen die beiden Ältare aus dem Kloster Schlägl. An den Seitenwänden hängt das Gnadenbild aus Tusset, außerdem vier weitere Ölgemälde mit Kreuzwegstationen und große, farbig gefasste Holzskulpturen mit Darstellungen von Maria, Josef und zwei weiteren Heiligen.

### Orgel

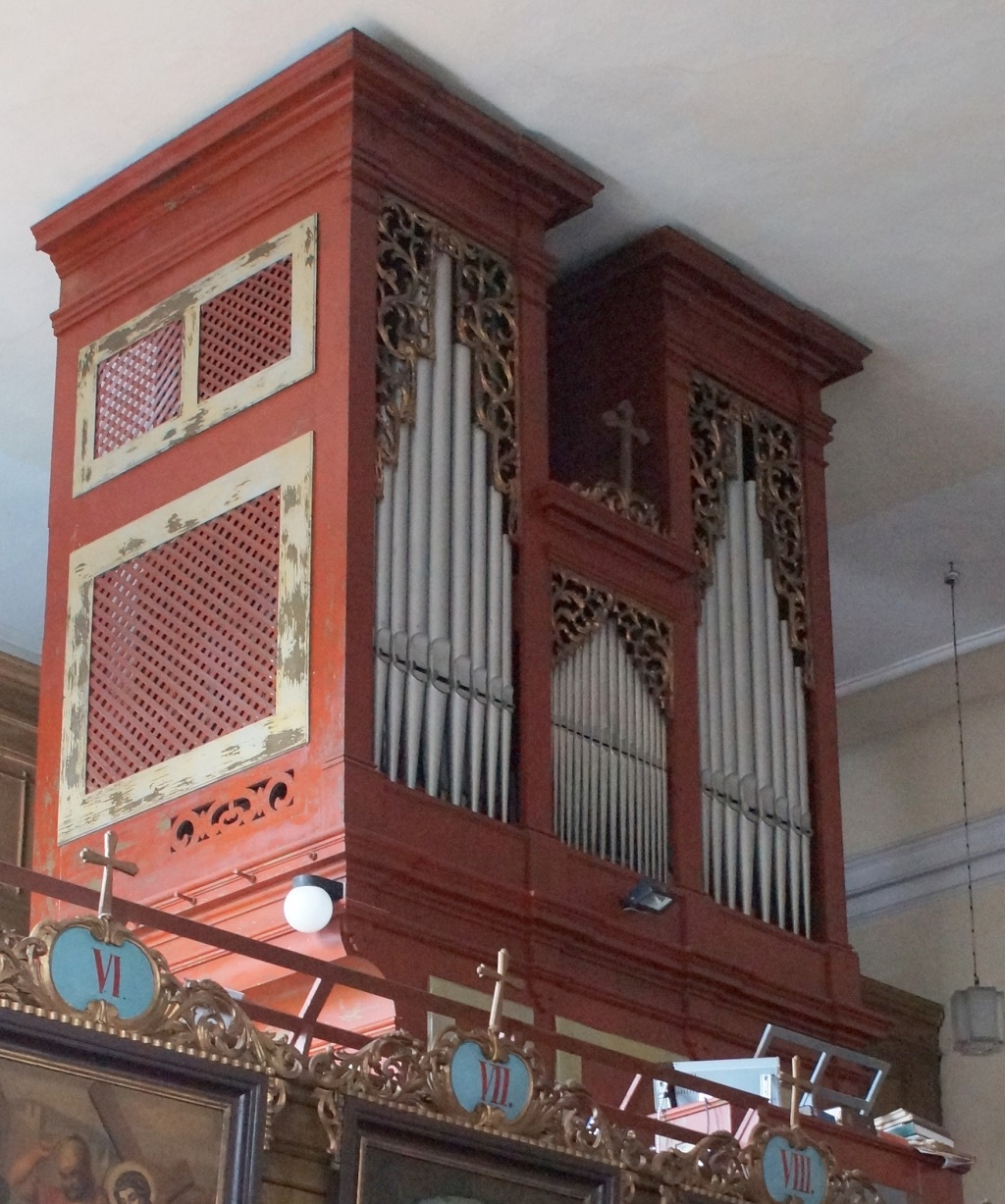
Die Breinbauer-Orgel von 1869

Die Orgel der Kirche wurde 1869 durch Josef Breinbauer in Ottensheim erbaut. Ihre aktuelle Disposition ist:
| Hauptwerk C–c3 |            |       |
| 1.             | Principale | 8′    |
| 2.             | Gedackt    | 8′    |
| 3.             | Gamba      | 8′    |
| 4.             | Salicional | 8′    |
| 5.             | Aeolina    | 8′    |
| 6.             | Octava     | 4′    |
| 7.             | Flauto     | 4′    |
| 8.             | Quinta     | 2 ⁄3′ |
| 10.            | Octava     | 2′    |

| Pedalwerk C–a |         |     |
| 11.           | Subbass | 16′ |
| 12.           | Violon  | 8′  |
| 13.           | Cello   | 8′  |